# 罗赫德
罗赫德（Frank Pruitt Lockhart，1881年4月8日—1949年8月25日）是一位曾在中华民国任職的美国外交官。

## 早年
罗赫德曾經是德克萨斯州某家報社的编辑。後來他搬到了华盛顿哥伦比亚特区並且成功當選美国参议院议员。 

## 外交生涯
1914年，罗赫德加入美国国务院，出任远东事务科科长助理，後來升任远东事务科科长。他曾代表美國参加了华盛顿会议。1925年出任美国驻汉口总领事。 1931年至1933年出任美国驻天津总领事。 1933年调任美国驻北平总领事馆参赞。1939年出任美國驻上海总领事。1941年12月7日太平洋战争爆發，美国驻上海总领事馆被占领，罗赫德被拘留，1942年年中，他被遣返回美國。
1942年10月出任菲律宾事务处处长，1944年1月升任菲律宾事务处处长，1946年退休。 之後他加入了美国外交人员协会。 

## 家庭
罗赫德于1904年与鲁比·赫斯（Ruby Hess）结婚。 他们育有一子 Frank Pruitt Lochhart Jr. 和一女Maurine。 

## 死亡
1949年8月25日，罗赫德在华盛顿哥伦比亚特区的一家醫院去世。他的墓地位於匹茨堡的玫瑰山公墓（Rose Hill Cemetery）。